# Kari Ala-Pöllänen
Kari Juhani Ala-Pöllänen, född 25 augusti 1940 i S:t Michel, är en finländsk kördirigent och musikpedagog. 
Ala-Pöllänen avlade lärarexamen vid lärarhögskolan i Jyväskylä 1963 och arbetade som musiklärare i Kiuruvesi och Jyväskylä. Han ledde kören Vox Aurea 1978–1994, Mieskuoro Sirkat 1986–1994 och Tapiolakören i Esbo 1994–2008.
År 2009 tilldelades han Pro Finlandia-medaljen.

## Utmärkelser
- Förtjänstkorset av Finlands Vita Ros’ orden,  1993[2]
- Pro Finlandia-medaljen av Finlands Lejons orden,  2009[2]

[Redigera Wikidata]